# Elisabetta Pierazzo

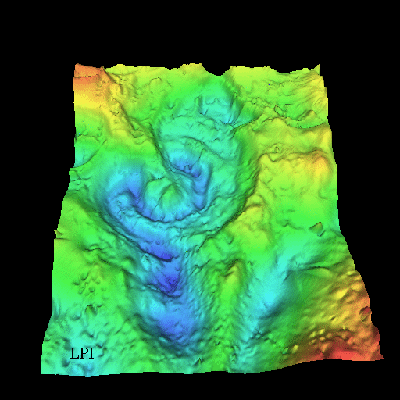
Modelo tridimensional del impacto del Chicxulub

Elisabetta ("Betty") Pierazzo (4 de julio de 1963 - 15 de mayo de 2011) fue una experta en ciencias planetarias nacida en Italia y naturalizada estadounidense. Se especializó en modelización de impactos cometarios y en sus posibles efectos sobre la aparición de vida extraterrestre en el sistema solar.

## Semblanza
Pierazzo nació en Noale (Italia), en 1963. Se trasladó a los Estados Unidos en 1989, y al año siguiente asistió en Tucson a las clases para graduarse en el Departamento de Ciencias Planetarias de la Universidad de Arizona, por la que se doctoró en 1997, siendo distinguida su tesis con el Premio Gerard P. Kuiper Memorial.
Tras doctorarse, continuó en la misma universidad como investigadora asociada, y en 2002 se incorporó al Planetary Science Institute, institución en la que permaneció por el resto de su vida.
Compaginó su labor docente en la universidad con sus trabajos de investigación científica, entre los que destacan la modelización de impactos meteoríticos en todo el sistema solar y sus efectos astrobiológicos y ambientales en la Tierra y en Marte. También proporcionó información detallada sobre el impacto de Chicxulub, probable causante de la extinción de los dinosaurios, e investigó las características y el espesor de la capa de hielo de la luna de Júpiter Europa. En el campo de la exobiología, analizó la llegada de compuestos orgánicos de origen cometario a los planetas y a la luna Europa, así como los sistemas hidrotermales subsuperficiales causados por impactos de aerolitos en Marte como posibles entornos favorables para la aparición de vida.
Como entusiasta divulgadora de la astronomía, intervino en un documental en tres partes del National Geographic dedicado al cráter Barringer, el famoso impacto meteorítico localizado en el desierto de Arizona.
En su condición de experta en impactos meteoríticos y exobiología, colaboró asiduamente con distintos comités de la NASA, ejerciendo también como editora asociada del Meteoritics and Planetary Sciences, interviniendo en la organización en 2007 del Congreso de la Asociación Meteorítica celebrado en Tucson.
Falleció en Tucson en 2011, víctima de un cáncer que se le diagnosticó seis meses antes del fatal desenlace. Estaba casada con Keith Powell.

## Eponimia
- El cráter lunar Pierazzo lleva este nombre en su memoria.[4]
- El asteroide (15339) Pierazzo también conmemora su nombre.[5]